# Daniel Califano
Daniel Aníbal Califano, conosciuto negli Stati Uniti d'America come Dan Califano (14 luglio 1944) è un ex calciatore argentino naturalizzato statunitense, di ruolo difensore e attaccante.

## Carriera

### Club
Inizia la carriera nel Ferro Carril Oeste, esordendo nella massima serie argentina il 3 luglio 1966 nella vittoria casalinga per 2-1 contro il Chacarita Juniors. In totale giocò tre incontri nella Primera División 1966.
L'anno seguente è in forza ai cadetti del Chacarita Juniors.
Nel 1968 si trasferisce negli Stati Uniti d'America per giocare in varie squadre militanti nella Greater Los Angeles Soccer League, ovvero San Pedro Olympia, il Gauchos ed il San Pedro Yugoslavs.
Nella stagione 1975 viene ingaggiato dalla neonata franchigia NASL dei S.A. Thunder. Con i texani non riuscì a superare la fase a gironi del torneo.

### Nazionale
Naturalizzato statunitense, venne convocato nella nazionale stelle e strisce. Ha disputato un incontro amichevole contro la Polonia, perso per una rete a zero, il 3 agosto 1973.

## Statistiche

### Cronologia presenze e reti in nazionale
| Cronologia completa delle presenze e delle reti in nazionale ― Stati Uniti | Cronologia completa delle presenze e delle reti in nazionale ― Stati Uniti | Cronologia completa delle presenze e delle reti in nazionale ― Stati Uniti | Cronologia completa delle presenze e delle reti in nazionale ― Stati Uniti | Cronologia completa delle presenze e delle reti in nazionale ― Stati Uniti | Cronologia completa delle presenze e delle reti in nazionale ― Stati Uniti | Cronologia completa delle presenze e delle reti in nazionale ― Stati Uniti | Cronologia completa delle presenze e delle reti in nazionale ― Stati Uniti |
| Data                                                                       | Città                                                                      | In casa                                                                    | Risultato                                                                  | Ospiti                                                                     | Competizione                                                               | Reti                                                                       | Note                                                                       |
| -------------------------------------------------------------------------- | -------------------------------------------------------------------------- | -------------------------------------------------------------------------- | -------------------------------------------------------------------------- | -------------------------------------------------------------------------- | -------------------------------------------------------------------------- | -------------------------------------------------------------------------- | -------------------------------------------------------------------------- |
| 3-8-1973                                                                   | Chicago                                                                    | Stati Uniti                                                                | 0 – 1                                                                      | Polonia                                                                    | Amichevole                                                                 | -                                                                          | 65’                                                                        |
| Totale                                                                     |                                                                            | Presenze                                                                   | 1                                                                          |                                                                            | Reti                                                                       | 0                                                                          |                                                                            |